# ادی والر
اِدی والر (انگلیسی: Eddy Waller؛ ‏ ۱۴ ژوئن ۱۸۸۹ – ۲۰ اوت ۱۹۷۷) بازیگر اهل ایالات متحده آمریکا بود. وی دانش‌آموختهٔ دانشگاه ویسکانسین بود و بازیگری را از همان‌جا آغاز نمود.

## گزیدهٔ فیلم‌شناسی

### سینما
- جسی جیمز
- بازگشت سیسکو کید
- آقای لینکلن جوان
- خوشه‌های خشم
- بریگم یانگ
- مسیر سانتافه
- وسترن یونیون
- گروهبان یورک
- به شکار ارواح می‌رویم
- جلادان هم می‌میرند
- ناوشکن
- خانه در ایندیانا
- روح مومیایی
- داکوتا
- سن آنتونیو
- غول کوچک
- زندگی پنهان والتر میتی
- کوچه کابوس
- سال‌های خطرناک
- بازگشت سوت‌زن
- الهه‌های انتقام
- خانم اومالی و آقای مالون
- مردی از لارامی
- مرد بدون ستاره

### تلویزیون
- فیوری (۱۹۵۶)
- بونانزا (۱۹۶۲)
- دکتر کیلدر (۱۹۶۲)